# Candemil (Amarante)
Candemil ist eine Gemeinde im Norden Portugals
Candemil gehört zum Kreis Amarante im Distrikt Porto, besitzt eine Fläche von 12,0 km² und hat 586 Einwohner (Stand 19. April 2021).